# 盆唐车辆基地

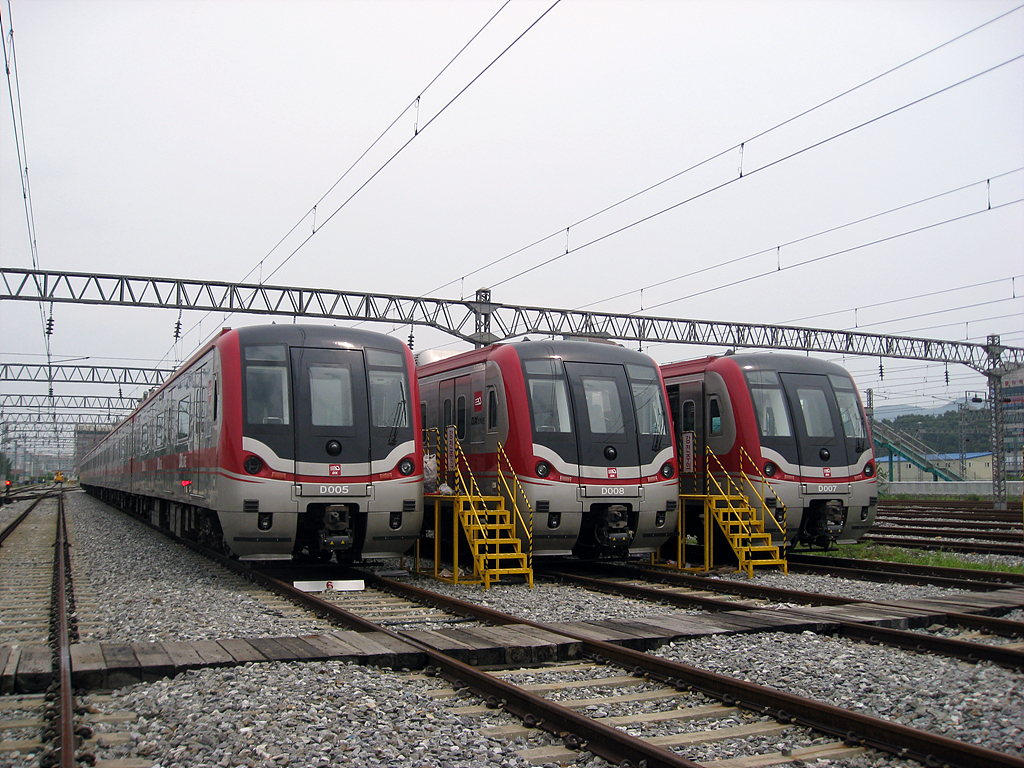
D000系列车在盆唐车辆基地

盆唐车辆基地（：／ Bundang Charyang Saeopso */?）是韩国铁道公社位于京畿道龙仁市器兴区的一个车辆段，在盆唐线附近，北接竹田站。这个车辆段主要用于盆唐线的351000系列车的修理维护和停放，另外也承担对新盆唐线的D000系列车的修理维护和停放。